# Nadrian Seeman
Nadrian C. "Ned" Seeman (16 de dezembro de 1945 - 16 de novembro de 2021) foi um nanotecnologista e cristalógrafo estadunidense, inventor do campo da nanotecnologia do DNA.

## Carreira
Seeman estudou bioquímica na Universidade de Chicago e cristalografia na Universidade de Pittsburgh. Tornou-se membro da faculdade da Universidade do Estado de Nova Iorque em Albany, e em 1988 foi trabalhar no Departamento de Química da Universidade de Nova Iorque.
É conhecido por ter desenvolvido a nanotecnologia do DNA no início da década de 1980. No outono de 1980, quando em um pub do campus, foi inspirado pela xilogravura depth de Maurits Cornelis Escher, observando que um arranjo tridimensional pode ser construído a partir do DNA. Ele observou que isto pode ser usado para orientar moléculas alvo, simplificando seu estudo cristalográfico pela eliminação do complicado processo de obter cristais puros.

## Publicações selecionadas
- Seeman, N (1982). «Nucleic acid junctions and lattices». Journal of Theoretical Biology. 99 (2). 237 páginas. PMID 6188926. doi:10.1016/0022-5193(82)90002-9—Considerado o primeiro artigo delineando os conceitos de nanotecnologia de DNA[7]
- Chen, Junghuei; Seeman, Nadrian C. (1991). «Synthesis from DNA of a molecule with the connectivity of a cube». Nature. 350 (6319). 631 páginas. PMID 2017259. doi:10.1038/350631a0—A síntese do cubo de DNA
- Winfree, Erik; Liu, Furong; Wenzler, Lisa A. & Seeman, Nadrian C. (1998). «Design and self-assembly of two-dimensional DNA crystals». Nature. 394 (6693): 529–544. ISSN 0028-0836. PMID 9707114. doi:10.1038/28998 —A síntese de redes periódicas bidimensionais de moléculas de cruzamento duplo
- Mao, Chengde; Sun, Weiqiong; Shen, Zhiyong & Seeman, Nadrian C. (1999). «A DNA Nanomechanical Device Based on the B-Z Transition». Nature. 397 (6715): 144–146. ISSN 0028-0836. PMID 9923675. doi:10.1038/16437 —O primeiro dispositivo nanomecânico baseado em DNA
- Seeman, Nadrian C. (2004). «Nanotechnology and the double helix». Scientific American. 290 (6): 64–75. PMID 15195395. doi:10.1038/scientificamerican0604-64—Um artigo de ciência popular explicando o campo da nanotecnologia de DNA
- Zheng, Jianping; Birktoft, Jens J.; Chen, Yi; Wang, Tong; Sha, Ruojie; Constantinou, Pamela E.; Ginell, Stephan L.; Mao, Chengde; Seeman, Nadrian C. (2009). «From molecular to macroscopic via the rational design of a self-assembled 3D DNA crystal». Nature. 461 (7260). 74 páginas. PMC 2764300. PMID 19727196. doi:10.1038/nature08274—A síntese de redes periódicas tridimensionais de moléculas de triângulo de tensegridade
- Gu, Hongzhou; Chao, Jie; Xiao, Shou-Jun; Seeman, Nadrian C. (2010). «A proximity-based programmable DNA nanoscale assembly line». Nature. 465 (7295). 202 páginas. PMC 2872101. PMID 20463734. doi:10.1038/nature09026—Uma linha de montagem molecular baseada em DNA